# Lomatium packardiae
Lomatium packardiae är en flockblommig växtart som beskrevs av Arthur John Cronquist. Lomatium packardiae ingår i släktet Lomatium och familjen flockblommiga växter. Inga underarter finns listade i Catalogue of Life.